# Maraîchers (metrostation)
Maraîchers is een station van de metro in Parijs langs de metrolijn 9 in het 20e arrondissement.
Pont de Sèvres · 
Billancourt · 
Marcel Sembat · 
Porte de Saint-Cloud · 
Exelmans · 
Michel-Ange - Molitor · 
Michel-Ange - Auteuil · 
Jasmin · 
Ranelagh · 
La Muette · 
Rue de la Pompe · 
Trocadéro · 
Iéna · 
Alma - Marceau · 
Franklin D. Roosevelt · 
Saint-Philippe du Roule · 
Miromesnil · 
Saint-Augustin · 
Havre - Caumartin · 
Chaussée d'Antin - La Fayette · 
Richelieu - Drouot · 
Grands Boulevards · 
Bonne Nouvelle · 
Strasbourg - Saint-Denis · 
République · 
Oberkampf · 
Saint-Ambroise · 
Voltaire · 
Charonne · 
Rue des Boulets · 
Nation · 
Buzenval · 
Maraîchers · 
Porte de Montreuil · 
Robespierre · 
Croix de Chavaux · 
Mairie de Montreuil